# Congrés per la Democràcia i el Progrés
El Congrés per la Democràcia i el Progréss (Congrès pour la Démocratie et le Progrès) és el partit polític governant de Burkina Faso.
Va ser fundat per la fusió de l'Organització per la Democràcia Popular - Moviment del Treball amb la Convenció Nacional de Patriotes Progressistes / Partit Socialdemòcrata (CNPP/PSD), Grup de Demòcrates Revolucionaris (GDR), Moviment per la Democràcia Socialista (MDS), Partit d'Acció pel Liberalisme en Solidaritat (PACTILS), Reunió Democràtica i Popular (RDPR), Reunió de Socialdemòcrates Independents (RSI), Unió de Socialdemòcrates (UDS), Unió de Demòcrates i Patriotes de Burkina (UDPB) i faccions dels Grups de Demòcrates Patriotes (GDP) i el Bloc Socialista Burkinès (BSB).
El partit inicialment assegurava ser un partit Marxista, però oficialment va abandonar el Marxisme l'1 d'agost del 1997. Des del restabliment del càrrec de Primer Ministre el 1992, tots els Primers Ministres de Burkina Faso han sigut membres d'aquest partit, com també de la majoria dels altres càrrecs nacionals, i té la majoria d'escons al Parlament.
A les eleccions legislatives del 5 de maig del 2002, el partit va guanyar el 49,5% del vot popular i 57 dels 111 escons. A les eleccions presidencials del 13 de novembre del 2005, el seu candidat Blaise Compaoré va guanyar el 80,35% del vot popular, i en les Eleccions legislatives de 2007 va guanyar obtenint 73 escons.